# 清水空跳
清水 空跳（しみず そらと、2009年2月8日 - ）は、石川県金沢市出身の陸上競技選手。専門は短距離走（特に100mと200m)。私立星稜高等学校在学中。
男子100メートル競走において日本高校記録、世界ユース記録保持者。(2025年現在)

## 人物
- 父親は走高跳で国体4位、母親は100メートル障害で日本選手権や国体に出場。姉も400メートル障害で全国大会に出場[2]。
- 身長164cmで、短距離選手としては小柄[2]。

## 来歴
金沢市立長田中学校3年時に200メートルで全日本中学校陸上競技選手権大会優勝。
星稜高等学校1年時のインターハイで100メートル10秒26で準優勝。2年時の日本選手権では桐生祥秀の持つ高2記録10秒19に並び、高校生で唯一準決勝に進出、インターハイでは100メートルで10秒00（追い風1.7メートル）の日本高校新記録、200メートルでは追い風参考(+2.7)ながら20秒39と2冠を達成した。